# Brian Coleman
Brian Coleman FRSA (sinh ngày 25 tháng 6 năm 1961) là một cựu chính khách bảo thủ độc lập và là cựu ủy viên hội đồng ở London Borough of Barnet. Ông là thành viên của Đảng Bảo thủ của Hội đồng Luân Đôn về Barnet và Camden trong khoảng thời gian từ 2000 đến 2012, và tại Barnet là Thị trưởng cho năm 2009–2010. Ông cũng là Chủ tịch và Lãnh đạo Cơ quan Kế hoạch Khẩn cấp và Cứu hỏa Luân Đôn (LFEPA) từ tháng 5 năm 2008 đến ngày 5 tháng 5 năm 2012.
Coleman bị khiển trách vào năm 2009 và 2011 vì đã gửi email lạm dụng cho cư dân địa phương đã chỉ trích ông, vi phạm quy tắc ứng xử của hội đồng.
Sau khi bị buộc tội tấn công vào tháng 10 năm 2012, tư cách thành viên của đảng Bảo thủ của Coleman đã bị đình chỉ. Vào tháng 5 năm 2014, Coleman đã tham gia bầu cử lại tại cuộc bầu cử địa phương với tư cách là ứng cử viên độc lập tại phường Totteridge, nhưng không được bầu chỉ giành được 6% phiếu bầu.